# Prostore, Novhorodka
Prostore (în ucraineană Просторе) este un sat în comuna Kuțivka din raionul Novhorodka, regiunea Kirovohrad, Ucraina.

## Demografie
Componența lingvistică a localității Prostore
     Ucraineană (93,84%)
     Rusă (5,69%)
     Alte limbi (0,47%)
Conform recensământului din 2001, majoritatea populației localității Prostore era vorbitoare de ucraineană (93,84%), existând în minoritate și vorbitori de rusă (5,69%).